# Антигіпертензивні препарати
Антигіпертензивні препарати — група лікарських засобів природного або синтетичного походження, які застосовуються при лікуванні гіпертонічної хвороби та для контролю артеріального тиску при вторинних (симптоматичних) артеріальних гіпертензіях. Нині доступні декілька класів лікарських засобів для контролю артеріальної гіпертензії, проте всі вони відрізняються між собою за віддаленими (відстроченими) ефектами, адже головна мета гіпотензивної терапії при артеріальних гіпертензіях не зниження власне артеріального тиску, а зниження ризику ураження органів-мішеней, ускладнень артеріальної гіпертензії та загалом — подовження тривалості життя пацієнта та покращення його якості. Наприклад, зниження АТ на 5 мм рт.ст. може зменшити ризик інсульту на 34%, а ризик ішемічної хвороби серця на 21%. Зниження артеріального тиску також зменшує ймовірність деменції, серцевої недостатності та смертності від серцево-судинних захворювань загалом. Цільовим рівнем артеріального тиску при лікуванні артеріальних гіпертензій є рівень нижче 140/90 мм рт.ст. для більшості пацієнтів.
Рекомендації з вибору певного препарату для окремого конкретного пацієнта і визначення найкращого лікування змінювалися з плином часу і в різних країнах є різними. Експерти не дійшли згоди щодо того, які ліки є найкращими. Кокранівська співпраця, Всесвітня організація охорони здоров'я і рекомендації лікарських асоціацій Сполучених Штатів Америки рекомендують низькі дози сечогінних препаратів групи тіазидів як найкраще початкове лікування. У рекомендаціях лікарських асоціацій Великої Британії підкреслена важливість блокаторів кальцієвих каналів (БКК) для людей старше 55 років або осіб африканського і латиноамериканського походження. У цих рекомендаціях рекомендовано застосування інгібіторів ангіотензин-перетворюючих ферментів (ІАПФ) як найкращої початкової терапії для молодих людей. В Японії вважається доцільною терапія, що починається з будь-якого препарату першого ряду.
В Україні станом на 2015 рік антигіпертензивні препарати поділяються на препарати першого ряду (першого вибору) та препарати другого ряду (резерву). Препарати другого ряду характеризуються як такі, що не мають переваг, або через наявність у них побічних ефектів, які погіршують якість життя пацієнта. Призначення препаратів другого ряду вважається доцільним лише в окремих випадках (при непереносимості препаратів першого ряду або наявності протипоказів до їх застосування).
До препаратів першого ряду відносяться:
- Діуретики групи тіазидів або тіазидоподібні (гідрохлортіазид, хлорталідон, індапамід та інші).
- Бета-адреноблокатори (в тому числі з додатковим ефектом вазодилятації) (бісопролол, бетаксолол, карведилол, атенолол, небіволол, пропранолол та інші).
- Інгібітори ангіотензинперетворюючого ферменту (каптоприл, еналаприл, лізиноприл, раміприл, зофеноприл, периндоприл та інші).
- Інгібітори рецепторів ангіотензину-ІІ — сартани (лозартан, кандесартан, ірбесартан, азилсартан, телмісартан та інші).
- Блокатори повільних кальцієвих каналів (ніфедипін, амлодипін, левамлодипін, фелодипін, нітрендипін, дилтіазем, верапаміл та інші).

До препаратів другого ряду відносяться:
- Периферичні альфа-1-адреноблокатори (доксазозин, празозин, теразозин, урапідил).
- Центральні альфа-2-адреноміметики (клонідин, метилдопа).
- Центральні агоністи імідазолінових рецепторів (моксонідин, рилменідин).
- Периферичні симпатоблокатори.
- Периферичні альфа-1,2-адреноблокатори.
- Периферичні прямі вазодилататори.
- Гангліоблокатори.
- Прямі інгібітори реніну (аліскірен).

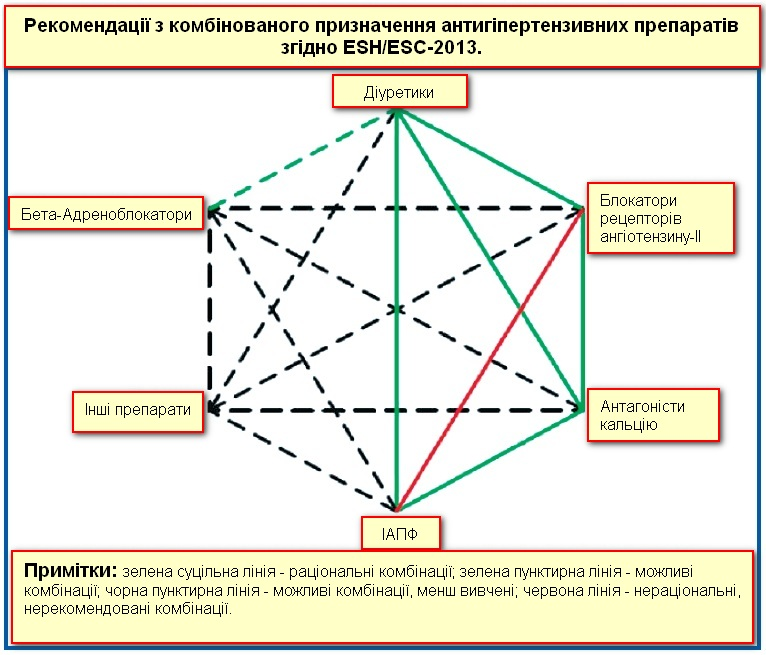

Як правило, лікування якимсь одним препаратом (монотерапія) є неефективним. Переважна більшість пацієнтів потребує комбінованої терапії двома або трьома антигіпертензивними препаратами для адекватного зниження артеріального тиску. Відповідно до рекомендацій JNC7 і рекомендацій ESH-ESC бажано починати лікування одразу двома препаратами, коли артеріальний тиск перевищує більше ніж на 20 мм рт.ст. цільовий систолічний або більше ніж на 10 мм рт.ст. цільовий діастолічний тиск. Найкращими комбінаціями є інгібітори ренін-ангіотензинової системи і блокатори кальцієвих каналів або інгібітори ренін-ангіотензинової системи й діуретики. Раціональними комбінаціями також є:
- блокатори кальцієвих каналів і діуретики;
- бета-адреноблокатори і діуретики;
- дигідропіридинові блокатори кальцієвих каналів та бета-адреноблокатори;
- дигідропіридинові блокатори кальцієвих каналів з верапамілом або дилтіаземом.

Неприйнятними комбінаціями є:
- недигідропіридинові блокатори кальцієвих каналів (наприклад, верапаміл або дилтіазем) і бета-адреноблокатори;
- подвійна блокада ренін-ангіотензинової системи (наприклад, інгібітори ангіотензин-перетворюючого ферменту + блокатор рецепторів ангіотензину-2);
- блокатори ренін-ангіотензинової системи і бета-адреноблокатори;
- бета-адреноблокатори та інші антиадренергічні препарати.[7]

Слід велику увагу приділяти комбінованому застосуванню антигіпертензивних препаратів з іншими (в тому числі некардіологічними) засобами. Також бажано уникати, по можливості, комбінацій ІАПФ або БРА, сечогінних і НПЗП (у тому числі селективних інгібіторів ЦОГ-2 і препаратів, що продаються без рецепту, таких як ібупрофен) у зв'язку з високим ризиком розвитку гострої ниркової недостатності. Це поєднання відоме під неофіційною назвою «потрійний удар», що вживається в австралійській літературі, присвяченій охороні здоров'я. Останніми роками великої популярності серед лікарів та пацієнтів набули препарати з фіксованими комбінаціями ліків різних класів препаратів. Такі комбіновані препарати мають перевагу при довготривалому лікуванні, оскільки зменшення кількості таблеток на добу підвищує комплаєнс (піддатливість) до лікування, зручніші для застосування, зменшують психологічний тиск від надмірної кількості медикаментів в умовах тривалого лікування.